# Henrik III. Angleški
Henrik III., angleški kralj, * 1. oktober 1207, Winchester, Hampshire, † 16. november 1272. 
Bil je sin in naslednik angleškega kralja Ivana Brez Zemlje. Vladal je 56 let, od leta 1216 do njegove smrti. Bil je znan tudi kot Henrik Winchesterski. V času njegove vladavine je Anglija napredovala v vseh panogah, znan je bil tudi po tem da je močno razširil Westminster, katerega je postavil za sedež svoje vlade in nadgradil opatijo, kot spomenik Edvardu Spoznavalcu. 
| Predhodnik: Ivan Brez Zemlje | Britanski monarh 1216-1272 | Naslednik: Edvard I. |